# Max W. Kimmich
Max Wilhelm „Axel“ Kimmich (* 4. November 1893 in Ulm; † 16. Januar 1980 in Icking) war ein deutscher Filmregisseur und Drehbuchautor.

## Leben und Werk

### Herkunft und Karrierebeginn
Er war der Sohn des Kunstmalers, Zeichenlehrers und Autors Prof. Karl Kimmich senior (* 23. März 1850, † 2. Mai 1915) und seiner Frau Christine, geborene Autenrieth, Karl Kimmich war sein älterer Bruder. Max besuchte nach dem Abitur Kadettenschulen in Karlsruhe und Berlin und diente im Ersten Weltkrieg als Berufsoffizier. Nach 1918 studierte er zunächst einige Semester Medizin, ehe er Anfang der 1920er Jahre zum Film stieß. Er arbeitete anfangs als Dramaturg und Assistent für die Deutsche Lichtspielgesellschaft in verschiedenen Sparten. Danach war er von 1922 bis 1926 als Vorstand neben Arthur Wohlauer Produktionsleiter und Produzent für die Rochus-Gliese-Film AG (ab 1923 Europäische Lichtbild AG „Eulag“). In seiner eigenen Produktionsfirma entstand 1924 der Zweiakter Unter heißer Sonne. Zwischen 1924 und 1929 arbeitete Kimmich auch als Drehbuchautor und Regisseur. Im Januar 1926 reiste er nach Hollywood und stand bei der Universal Pictures Corporation unter Vertrag, konnte dort aber nicht dauerhaft Fuß fassen. Zurück in Europa, drehte er zunächst mit Viktor Brumlik die tschechisch-deutsche Co-Produktion Kennst du das kleine Haus am Michigan-See?, zu der er auch das Drehbuch schrieb. 1930 schrieb er das Drehbuch zu dem Abenteuerfilm Kurs auf die Ehe, seinem ersten Tonfilm. Später verfasste er mit wechselnden Partnern Drehbücher zu Spionage-Filmen wie Unter falscher Flagge (1932), Die unsichtbare Front (1932) oder On Secret Service (1933).

### Zeit des Nationalsozialismus
Nach der Machtübernahme der Nationalsozialisten erfuhr die Karriere Kimmichs einen steilen Aufschwung: Er verfasste die Drehbücher zu mehreren Abenteuerfilmen (Der Flüchtling aus Chicago, 1933/1934), zum Teil mit nationalistischem Tenor (Henker, Frauen und Soldaten, 1935) und arbeitete für Regisseure wie Harry Piel und Paul Wegener. Nach einigen Kurzspielfilmen und Assistenzen bekam er 1938 bei der Tobis mit dem Kriminalfilm Der Vierte kommt nicht die erste Spielfilmregie anvertraut, das Drehbuch dazu wurde am 18. März 1939 vom Reichssender Breslau als Hörspiel übertragen. Seit Februar 1938 war er außerdem mit Maria, der jüngsten Schwester von Propagandaminister Joseph Goebbels, verheiratet.
In dieser Zeit wurde Kimmich auch zum Spezialisten für anti-englische Propagandafilme wie dem 1940/1941 gedrehten Mein Leben für Irland, der von der dem Propagandaministerium unterstellten Filmprüfstelle nicht nur als „staatspolitisch wertvoll“ und „künstlerisch wertvoll“, sondern auch als „jugendwert“ ausgezeichnet wurde. Auch seine fünfte Langfilm-Regie, der 1942 gedrehte Afrika-Film Germanin – Die Geschichte einer kolonialen Tat, der die Entwicklung eines Bayer-Medikaments gegen die Schlafkrankheit zeigt, war ein von der zeitgenössischen (nationalsozialistischen) Kritik hoch gelobtes Werk – er wurde sowohl als „staatspolitisch wertvoll“ als auch als „künstlerisch wertvoll“ ausgezeichnet. Weitere Auszeichnungen erhielten seine Filme Der Flüchtling aus Chicago, Ich sing mich in dein Herz hinein, Henker, Frauen und Soldaten, Der Vierte kommt nicht und Der Fuchs von Glenarvon, die alle das Prädikat „künstlerisch wertvoll“ ernten konnten. – Der 1944 bei der Tobis Wien-Film geplante Film Kleinigkeiten konnte aufgrund des Kriegsendes nicht mehr realisiert werden. Auf Grund der Dreharbeiten zu diesem Film hielt sich Kimmich im Frühjahr 1945 in Wien auf, wo er vom Einmarsch der Alliierten überrascht wurde.

### Nachkriegszeit
Nach Kriegsende zog Kimmich mit der Familie – im Januar 1945 war aus seiner Ehe noch ein Kind entstanden – zunächst nach Mörlbach in Oberbayern. Dort lebte die Familie etwa ein Jahr lang inkognito auf einem Bauernhof.
Nach zeitgenössischen Presseberichten war die Familie 1945 von Berlin direkt nach Icking geflohen, wo sie fortan unter dem Familiennamen Biebisch lebte. Anfang Juni 1946 wurden die damals 79-jährige Mutter von Goebbels mit ihrer 39 Jahre alten Tochter und ihrem Schwiegersohn Max Kimmich sowie deren 18 Monate altem Kind in Icking entdeckt, weil „die Familie ihre Identität auf Grund des neuen deutschen Registrierungssystems nachzuweisen gezwungen war“. Die amerikanischen Behörden unterzogen sie einem Verhör.
Die Familie wurde von den Amerikanern in der Folge mehrfach vernommen. In einem ersten Verhör am 8./9. Juni 1946 behauptete Max Kimmich, seinen Schwager in seiner Zeit in Berlin nur selten gesehen zu haben. Im Gegensatz zu dessen Selbstdarstellung in seinen Tagebüchern habe sich Joseph Goebbels in Wahrheit kaum um seine Verwandtschaft gekümmert. Das sei auch der Grund für ihn gewesen, sich dessen Befehl zum gemeinsamen Selbstmord zu widersetzen und stattdessen noch vor dem Fall Berlins aus der Stadt zu flüchten. Es ist unklar, wie weit diese Erklärung lediglich dem Zweck diente, eine möglichst niedrige Einstufung bei der Entnazifizierung zu erreichen. Im Anschluss an dieses Verhör bestätigten die Amerikaner immerhin allen drei Erwachsenen, dass sie niemals Mitglieder der NSDAP gewesen seien. Wie diese nach dem Abschluss der Entnazifizierung endgültig eingestuft wurden, ist unbekannt. Nach dem Ende der Besatzungszeit übersiedelte Max Kimmich mit der Familie nach Icking. Er schrieb in den folgenden Jahren gelegentlich für Hörfunk und Fernsehen, arbeitete als Romanautor und war bis Ende der 1950er Jahre auch für den Deutschen Filmring (Defir) in München tätig. Seine Filme Germanin – Die Geschichte einer kolonialen Tat, Mein Leben für Irland und Der Fuchs von Glenarvon wurden von der alliierten Militärzensur verboten und blieben bis etwa 1980 unausgewertet, bevor sie von der FSK freigegeben wurden. Daneben verdienten er und seine Frau ab 1955 auch an der Veröffentlichung von Papieren aus dem Nachlass von Joseph Goebbels durch den Schweizer Rechtsradikalen François Genoud mit. Am 16. Januar 1980 starb er im Alter von 86 Jahren in Icking.

## Filmografie
- 1923: Im Namen des Königs
- 1923: Brüder. Zwischen Himmel und Erde
- 1924: Unter heißer Sonne
- 1924: Winterstürme[3]
- 1929: Kennst du das kleine Haus am Michigansee?
- 1929: Auf der Reeperbahn nachts um halb eins
- 1929: Liebfraumilch
- 1930: Kurs auf die Ehe (Kire lained)
- 1931: Feetz in Vietz. Eine lustige Plauderei
- 1932: Die unsichtbare Front
- 1932: Unter falscher Flagge
- 1933: Kleines Mädel – großes Glück[4]
- 1933: On Secret Service
- 1934: Der Flüchtling aus Chicago
- 1935: Henker, Frauen und Soldaten
- 1935: Ännchen von Tharau
- 1935: Artisten
- 1936: Moskau – Shanghai
- 1937: Die Fledermaus
- 1937: Der Mann an der Wand
- 1937: Doppelselbstmord
- 1937: Krach und Glück um Künnemann
- 1938: Es leuchten die Sterne
- 1939: Der Vierte kommt nicht[5][6]
- 1939: Der letzte Appell (unvollendet)
- 1940: Der Fuchs von Glenarvon
- 1941: Mein Leben für Irland
- 1941/43: Nacht ohne Abschied
- 1943: Germanin – Die Geschichte einer kolonialen Tat

## Schriften (Auswahl)
- Wie „Die unsichtbare Front“ entstand!. In: Wiener Allgemeine Zeitung, 8. Jänner 1933, S. 12 (online bei ANNO).